# كيلي والاس
كيلي والاس (بالإنجليزية: Kelly Wallace)‏ هي صحفية أمريكية، ولدت في 21 ديسمبر 1966 في بروكلين في الولايات المتحدة.